# Camaenidae
Camaenidae é uma família de caracóis, moluscos gastrópodes terrestres pulmonados na superfamília Helicoidea.

## Descrição
Esses caracóis ocorrem em uma grande variedade de habitats dos trópicos da Ásia Oriental e Australásia.
Um grande grupo americano, que é principalmente representado por espécies do Caribe, até pouco tempo era classificado como Camaenidae. Entretanto, estudos filogenéticos recentes demonstraram que essas espécies pertencem a uma família diferente, a Pleurodontidae.